# Julio Buffarini
Julio Alberto Buffarini (Córdova, 18 de agosto de 1988) é um futebolista argentino que atua como lateral-direito. Atualmente joga no Rampla Juniors.

## Carreira

### São Paulo
Foi contratado pelo São Paulo em 19 de julho de 2016, porém dependendo do aval da FIFA pra ser regularizado. No dia 26 de julho, a FIFA oficializou a transferência e Buffarini assinou por três anos com o São Paulo.
Depois de uma falha decisiva na derrota por 1–0 para o Botafogo, em partida válida pelo Campeonato Brasileiro, Buffarini admitiu o erro e, apesar de três técnicos no seu ainda curto espaço de tempo no Tricolor, afirmou esperar, com a chegada de sua família ao Brasil, ter uma rápida adaptação no futebol brasileiro.

### Boca Juniors
Em 27 de dezembro de 2017, acertou seu retorno a Argentina para jogar no Boca Juniors, que pagou cerca de 5 milhões de reais ao São Paulo. Após passar por exames médicos, assinou um contrato de três anos e meio com a equipe argentina.

## Seleção Nacional
Em 21 de outubro de 2016, foi convocado pelo treinador da Seleção Argentina, Edgardo Bauza, para os jogos contra o Brasil e a Colômbia válidos pelas Eliminatórias da Copa do Mundo FIFA de 2018.

## Estatísticas
Atualizadas até 9 de setembro de 2017

### São Paulo
| Equipe            | Temporada         | Campeonato nacional | Campeonato nacional | Copa nacional | Copa nacional | Competições continentais[b] | Competições continentais[b] | Outros torneios[c] | Outros torneios[c] | Total | Total |
| Equipe            | Temporada         | Jogos               | Gols                | Jogos         | Gols          | Jogos                       | Gols                        | Jogos              | Gols               | Jogos | Gols  |
| ----------------- | ----------------- | ------------------- | ------------------- | ------------- | ------------- | --------------------------- | --------------------------- | ------------------ | ------------------ | ----- | ----- |
| São Paulo         | 2016              | 17                  | 0                   | 0             | 0             | –                           | –                           | –                  | –                  | 17    | 0     |
| São Paulo         | 2017              | 7                   | 0                   | 3             | 0             | 1                           | 0                           | 12                 | 0                  | 23    | 0     |
| São Paulo         | Total             | 24                  | 0                   | 3             | 0             | 1                           | 0                           | 12                 | 0                  | 40    | 0     |
| Total na carreira | Total na carreira | 24                  | 0                   | 3             | 0             | 1                           | 0                           | 12                 | 0                  | 40    | 0     |

- b. ^ Jogos da Copa Sul-Americana
- c. ^ Jogos do Campeonato Paulista e Amistosos

## Títulos
San Lorenzo
- Primera División: 2013 (Inicial)
- Copa Libertadores da América: 2014
- Supercopa Argentina: 2015

São Paulo
- Florida Cup: 2017

Boca Juniors
- Primera División: 2017–18 e 2019–20
- Supercopa Argentina: 2018